# Funitel

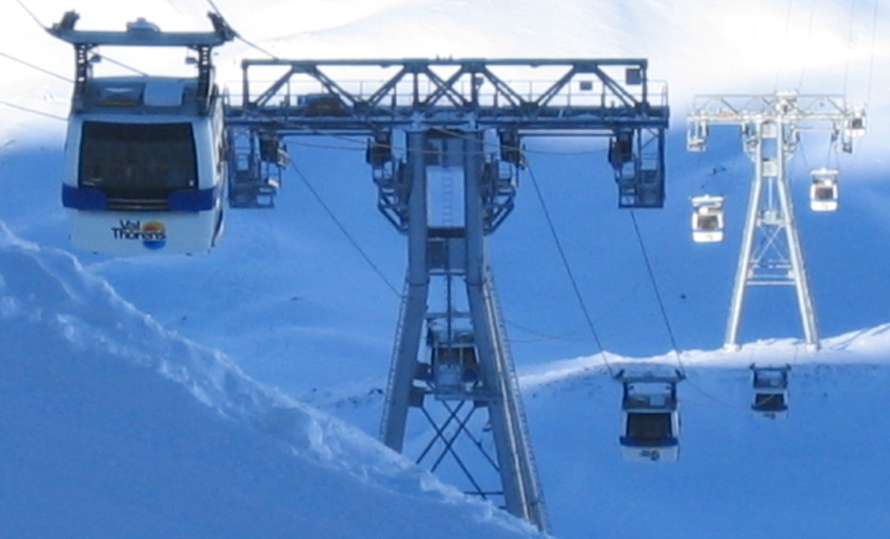
Funitel Grand Fond in Val Thorens

Zweifachschlaufensystem

Ein Funitel ist eine moderne Variante der Gondelbahn in Form einer Doppeleinseilumlaufbahn. Das besondere am System sind die zwei parallel geführten Förderseile, an denen die Kabinen mit einem sehr kurzen Gehänge angekuppelt werden. Der Abstand der Förderseile ist etwas größer als die Kabinenbreite. Funitels haben deshalb eine sehr hohe Windstabilität und können große Passagierzahlen befördern (3200–4000 Personen pro Stunde). Moderne Funitels haben dank Luftfederungen hohen Fahrkomfort und eignen sich gut als Hauptzubringer in großen Skigebieten. Auch der Einsatz als städtisches Personentransportsystem ist denkbar.

## Geschichte
1991 wurde das erste Funitel, Funitel de Péclet, in Val Thorens in Betrieb genommen, basierend auf einer in den achtziger Jahren von dem französischen Ingenieur Denis Creissels entwickelten und von der Firma Pomagalski (Poma) gebauten DMC-Umlaufbahn. Am Bau dieser Anlage waren neben Creissels auch die Schweizer Seilbahnfirma WSO, der Stahl- und Maschinenbaukonzern reel und die Betreibergesellschaft von Val Thorens, SETAM, beteiligt. Drei Jahre später wurde durch die Firma Garaventa die zweite Anlage dieses Bautyps realisiert. 1995 baute Doppelmayr sein erstes Funitel, den Gletscherbus II am Hintertuxer Gletscher (Österreich).
Heutzutage werden von verschiedenen Herstellern Funitels gebaut, teilweise mit gravierenden Unterschieden in der zugrunde liegenden Technik. Größter Hersteller ist Doppelmayr, der 2002 mit Garaventa fusionierte. Daneben baut auch die Firma Pomagalski (Poma) Funitels, so dass auch die Leitner-Gruppe über einen Hersteller von Funitels verfügt. 2011 eröffnete auch Bartholet sein erstes und bisher einziges Funitel. Seit 2001 baut auch der japanische Hersteller Nippon Cable Funitels.

## Technik

### Seilführung
Die Seilführung bei Funitels kann als DMC oder DLM realisiert werden. DMC steht für Double MonoCable und bedeutet, dass zwei separate, jeweils endlos gespleißte Förderseile verwendet werden, die jeweils über eigene Antriebs- und Seilspanneinheiten verfügen. Der Gleichlauf der Seile wird elektronisch geregelt, im Bremsfall werden die Antriebseinheiten über ein Differentialgetriebe mechanisch gekoppelt. Im Gegensatz dazu wird bei DLM (Doubleloop Monocable) ein einzelnes, ebenfalls endlos gespleißtes Förderseil verwendet, das in einer Doppelschleife gelegt wird. Bei DLM kann der Antrieb entweder wie beim DMC-System über zwei separate Antriebe erfolgen, oder aber es kommt eine einzelne, doppelrillige Antriebsscheibe zum Einsatz, die von mehreren Motoren angetrieben wird. Beim DLM-System entfällt die aufwendige elektronische Synchronisierung der Seilstränge, weshalb sich das System inzwischen weitgehend durchgesetzt hat. Marktführer und Erfinder der DLM-Seilschleife ist Doppelmayr, der ausschließlich das DLM-System  verwendet. Die Ausprägung mit der doppelt gelegten Seilschleife wurde erstmals 1987 bei der Gaislachkogelbahn in Sölden – ein Vorläufer der heutigen Funitel mit schmalerer Seilführung – verwendet. Konkurrent Pomagalski (Poma) ist bei seiner neuesten Anlage von DMC auf DLM gewechselt, nachdem das Patent der Österreicher nach 20 Jahren abgelaufen war. Das erste Funitel war 1991 noch als DMC-Funitel realisiert worden.

### Stationsförderer

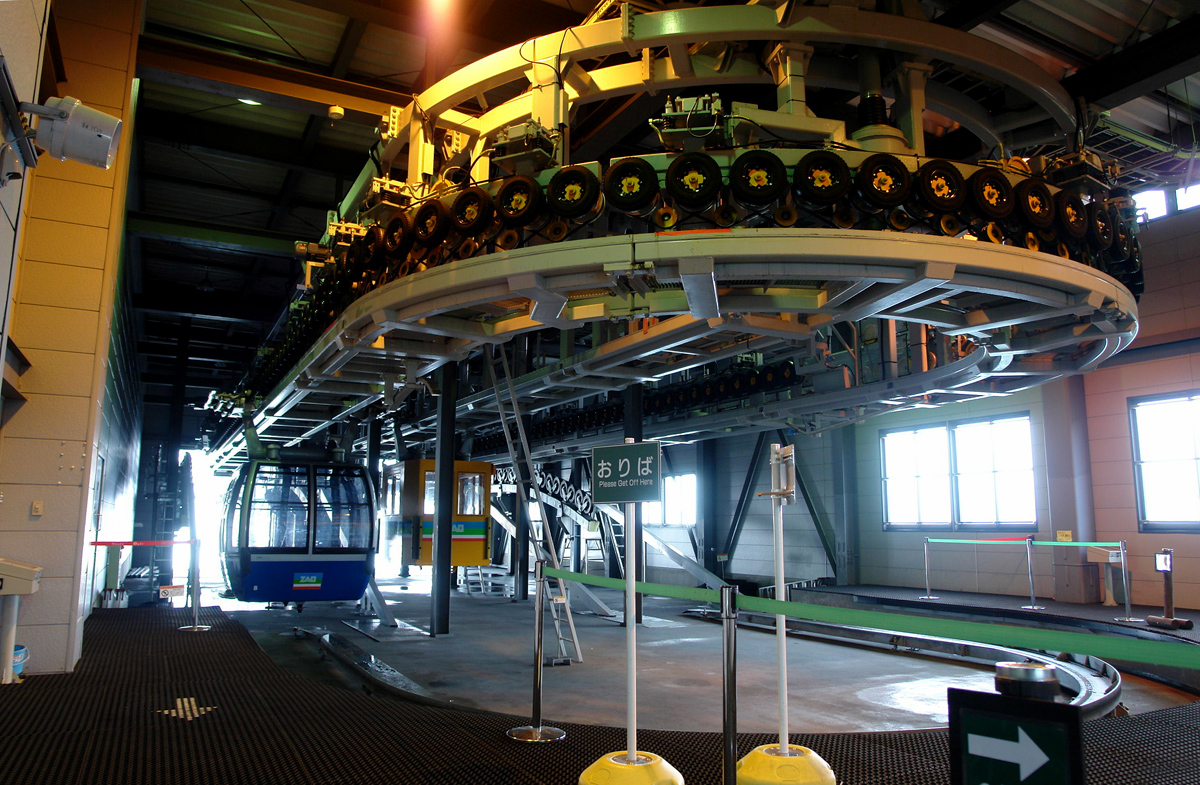
Station eines Funitels von Nippon Cable in Zao (Japan), die Stationsförderer hängen an der Decke.

Um die Kabinen in den Stationen zu bewegen, kommen wie bei kuppelbaren Einseilumlaufbahnen Reifenförderer zum Einsatz. Im Gegensatz zu diesen erfolgt die Beschleunigung der Kabinen aber nicht durch verschiedene Drehgeschwindigkeiten der Reifen, sondern dadurch, dass die Geschwindigkeit aller Reifen in der Station erhöht oder gesenkt wird. Die genaue Ausführung der Stationsförderer variiert von Hersteller zu Hersteller:
- Das erste Funitel im Val Thorens sowie später die von Garaventa gebauten Anlagen nutzen Reifenförderer auf dem Boden.
- Doppelmayr und Nippon Cable verwenden an der Decke hängende Schienen und Reifenförderer wie bei Einseilumlaufbahnen (Siehe Bild).
- Poma verbaut ebenfalls an der Decke hängende Schienen und Reifenförderer, diese sind aber im Gegensatz zu Einseilumlaufbahnen nicht vertikal, sondern horizontal gestellt. Zusätzlich befinden sich auf dem Boden Schienen.

### Klemmen
Wie kuppelbare Einseilumlaufbahnen nutzen auch Funitels kuppelbare Klemmen, die sich in den Stationen automatisch vom Seil lösen. Wegen der beiden Seile und der großen Kabinen kommen aber nicht ein oder zwei, sondern vier Klemmen pro Kabine zum Einsatz.
- Das erste Funitel im Val Thorens verwendete eine eigens von Creissels und Städeli entworfene Klemme.
- Garaventa verbaute eine eigens entworfene Klemme, die der oben genannten ähnlich sieht, aber anders funktioniert.
- Doppelmayr und Nippon Cable benutzen die Doppelmayr Torsion-Klemme, die auch bei Einseilumlaufbahnen und kuppelbaren Sesselbahnen zum Einsatz kommt.
- Poma verwendet die Oméga T-Klemme, die auch bei Einseilumlaufbahnen verbaut wird.[5][6]

### JigBack-Funitel
Funitels können auch als Pendelbahn ausgeführt werden. Die Seilführung ist dann wie oben beschrieben als DLM oder DMC gebaut, die Kabinen pendeln aber nur auf einer Spur hin und her, sodass kein Stationsumlauf nötig ist. Reicht die Kapazität einer Kabine pro Spur nicht aus, werden auch Kabinengruppen aus mehreren Kabinen verwendet. Solche Pendelfunitels werden JigBack-Funitel genannt.

## Probleme
Aufgrund der speziellen Seilführung beim System Funitel sind sehr lange Seillängen vonnöten. Dies birgt eine enorme Transportproblematik bei der Anlieferung des Seils. Ebenso wird das Seil bei einer Funitelanlage stärker beansprucht als bei herkömmlichen Seilbahnen. So musste an der Galzigbahn bereits nach wenigen Jahren Betrieb das Seil getauscht werden, gleiches gilt für den Gletscherjet 1 in Kaprun. Bei der 1988 eröffneten Gaislachkoglbahn in Sölden erwies sich aufgrund ihrer Konstruktion das 16 km lange, durch die Mittelstation durchlaufende Seil, das sehr oft um große Winkel abgelenkt wurde, als eine Achillesferse der Anlage, da das Seil alle vier bis sechs Jahre ausgetauscht werden musste. Dies führte zur Stilllegung der Anlage bereits im Jahre 2010.